# Третья мировая война: Август 1985
«Третья Мировая война: Нерассказанная история» — роман британского генерала и писателя Сэра Джона Хекетта о гипотетической Третьей Мировой войне между НАТО и странами Варшавского договора. Опубликован в 1982 году издательством Sidgwick & Jackson. Является дополнением к более раннему роману Хекетта «Третья мировая война: Август 1985», добавляя несколько новых сюжетных линий и корректируя картину войны с учётом изменившихся геополитических реалий.

## Краткое содержание
Книга написана от лица «группы британских исследователей» из 1987 года, через два года после войны. В середине 80-х политбюро СССР осознаёт, что советская экономика и технологический уровень в скором времени не позволят советской армии конкурировать с армиями НАТО. В СССР нарастают экономический и демографический кризис, начинает проявляться голод. События в Польше показали, что коммунистическая партия утратила контроль над массовым сознанием. Выход политбюро находит в быстрой военной операции по захвату и уничтожению Европы, чтобы затем навязать остальному миру свою волю с позиции силы. Рассмотрев два варианта массированного ядерного удара, политбюро принимает решение провести операцию обычными армейскими силами.
В июле 1985 СССР пользуется начавшейся в Югославии после смерти Тито смутой. Словения откалывается от Югославии, СССР организует на неё карательный рейд партизанских формирований, которые запрашивают советской помощи. В Югославию вводятся советские войска, в Словении происходит прямое столкновение с американскими войсками на границе с Италией. Силы Варшавского договора, к тому моменту полностью отмобилизованные, получают повод для войны, которая начинается 4 августа (в день начала Первой Мировой войны на Западе). Советские войска вторгаются в Западную Германию и начинают массированное наступление к Рейну. Ещё две советские группировки наступают на Турцию и Норвегию. Конфликт разворачивается на Земле, на море, в воздухе и в космосе. Первой жертвой войны в космосе становится американский шаттл «Энтерпрайз-101», выполнявший задание по технической разведке и трансляции на территорию СССР пропагандистских материалов, который был тяжело повреждён советским спутником-перехватчиком.
Наступление советской армии сопровождается массированными химическими ударами, уничтожением всего потенциально нелояльного населения на оккупированных территориях. Советская артиллерия и авиация целенаправленно наносят удары по беженцам, направляя их на дороги, используемые войсками НАТО. Однако, после того, как НАТО, имеющая значительно лучшие средства химической защиты, начинает наносить ответные химические удары, советская армия прекращает использование химического оружия.
Несмотря на более чем 3-х кратное превосходство в силах, советское наступление быстро выдыхается из-за массового дезертирства и общей небоеспособности — Политбюро все предвоенные годы сознательно ослабляло армию, так как она была единственной силой, способной свергнуть советскую власть. Советские силы столкнулись с многочисленными проблемами — безынициативность младшего командного состава, неоперативность артиллерийской и авиационной поддержки, всевластие некомпетентных начальников «особых отделов», небоеспособность авиации — имея пятикратное превосходство в самолётах над НАТО, она несла в пять раз большие потери.
Советская армия достигает Рейна в Голландии и на севере ФРГ, где начинается ключевое сражение войны — битва на Крефельдской дуге. В ночь с 13 на 14 августа, соединение бомбардировщиков F-111 и «Торнадо» наносит удары по железнодорожным мостам в Польше, нарушив советские линии снабжения. Однако к вечеру 14 августа советские войска прорвали оборону НАТО и были готовы ввести в прорыв 20-ю гвардейскую армию. НАТО задействует крупное соединение бомбардировщиков Б-52 с Азорских островов. В 04.30 15 августа 20-я армия подверглась массированному бомбовому удару и была практически уничтожена. Одновременно в Европу прибывает свежий американский корпус. Американская морская пехота высаживается в Норвегии. После отказа предоставить советским ВВС право пролёта, Швеция подвергается атаке и вступает в войну против СССР.
Утром 16 августа советские силы начали новое генеральное наступление — четыре дивизии ударили в стык между четырьмя корпусами НАТО в поисках слабого места. Однако попытка ввести в прорыв 4-ю гвардейскую танковую армию провалилась — занявшая север Нидерландов третья ударная армия в полном составе перешла на сторону НАТО и объявила себя Русской Освободительной Армией. Создание «РОА» так напугало Политбюро, что наступление было прекращено, а советские силы срочно брошены на её уничтожение ценой потери стратегической инициативы. Попытка перебросить на фронт ещё две танковые армии — 5-ю гвардейскую и 7-ю танковую из Белоруссии была сорвана ударами авиации НАТО и польских партизан по железным дорогам.
К 20 августа фронт стабилизировался. НАТО, однако, была ещё не в силах контрнаступать и приняло стратегию, направленную на пробуждение национального самосознания в «покоренных народах» Советского Союза. В результате британо-норвежско-датско-шведской десантной операции от советских войск была освобождена Дания.
Война на море привела к полному уничтожению советского военно-морского и торгового флота. Часть кораблей сдалась НАТО. Тем временем, попытка Кубы поддержать «подрывные силы» в лояльных США государствах Центральной Америки привела к ударам американской авиации и свержению коммунистического правительства. Этим был положен конец советским планам по «увязанию» США в латиноамериканских конфликтах. С выводом большинства вертолётов из Афганистана, объединённые силы моджахедов полностью уничтожили остатки советского контингента. Китайские войска захватили Вьетнам, лишив Советский Союз последней лояльной силы в юго-восточной Азии. Наконец, Япония мирно оккупировала Курильские острова.
В результате очевидного поражения Политбюро принимает решение продемонстрировать силу — нанести ядерный удар по Бирмингему, предварительно уведомив об этом НАТО. Менее чем через час после уничтожения Бирмингема английская и американская подлодки выпустили четыре ядерные ракеты по Минску. Гибель города провоцирует в СССР системный кризис, усугубив сложившееся к тому времени катастрофической положение с обеспечением населения продовольствием. По всей стране вспыхивают голодные бунты и восстания заключённых. 22 августа офицер КГБ Василь Дугленко, тайный украинский националист, при поддержке ряда офицеров и сотрудников КГБ украинского происхождения, захватывает контроль над Политбюро. Новое руководство СССР капитулирует.

## Послевоенный мир
Руины Минска и Бирмингема стали военными мемориалами, названными «Город мира Запада» и «Город мира Востока». ФРГ и ГДР остались суверенными государствами, перспектива объединения была негативно воспринята в обеих странах. СССР распался. В Средней Азии возник ряд независимых государств. В Сибири и на Дальнем Востоке образовались два квазинезависимых государства, основанные на остатках советской военной администрации, находящейся под контролем американских войск. Все ядерное оружие, а также некоторые образцы военной техники были переданы США и Китаю. Сибирь скорее всего, будет экономически эксплуатировать Япония, без установления политического контроля. Китай не заинтересован в захвате этих территорий, так как это может повлечь демографический взрыв, тогда как рост населения только что был стабилизирован.
Прибалтийские страны восстановили независимость.Белоруссия, в которой после уничтожения Минска не осталось дееспособных политических сил, распалась, западная часть вошла в состав Польши, в восточной возобладали настроения на интеграцию с Россией. Однако никакой России, в сущности, не было. На территории бывшей Новгородской республики при посредничестве оккупационной администрации НАТО была создана Русская Северная Республика со столицей в Петрограде (предыдущее название было отменено, так как «было символом огромного зла, принесенного в мир»), в которой был принят новгородский свод законов (автор серьёзно говорит в введении в XX веке средневековой системы права). На остальных территория России, за исключением нескольких «зон безопасности», созданных НАТО в крупнейших городах на Волге, царила анархия, порядки определялись различными группировками с позиции силы. 11 регионов, населённых казаками, стали независимыми государствами. Москва была занята остатками «РОА». Выхода из ситуации, ввиду отсутствия дееспособных политических сил и экономический развал, не предвиделось.
Наибольший успех был достигнут на Украине. После рыночных реформ, приватизации сельского хозяйства и запрета на существование профсоюзов с более чем 10 000 членов, Украина стала ведущей державой в регионе. Молдавия вернулась в состав Румынии. Между Румынией и Украиной возник территориальный спор из-за устья Дуная и Одессы. В 1986 году Украинская Народная Армия стремительно оккупировала Кишинёв, заявив, что оставит его только при отказе Румынии от спорных территорий.

## Альтернативная концовка
Автором также была написана глава, в которой в форме телевизионных и газетных новостных выпусков представлена ситуация, когда НАТО не смогло сдержать советскую армию на Рейне. Альтернативный сценарий предполагал, что в отличие от «реальной» истории, в мире произошли следующие изменения:
- Подкупленные Советским Союзом движения за мир в 1950—1970-х годах сумели добиться удаления тактического ядерного оружия с территории Западной Европы;
- Великобритания отправила на слом все свои атомные лодки стратегического назначения;
- Единственным ядерным оружием, оставшимся в распоряжении НАТО, были американские и французские ядерные силы;
- Общественное давление во главе с движениями за мир, сумело добиться отмены увеличения расходов на обычные вооружения, что в «реальной» истории позволило НАТО добиться остановки советского наступления без использования ТЯО.

В результате, Советский Союз приходит к выводу, что НАТО не способно эффективно защитить Европу и пришло время для успешного вторжения. Так как в самом Советском Союзе нет свободы слова, никакие аналоги движений за мир не повлияли на советскую армию. Вторжение в Западную Европу приводит к быстрому разгрому вооружённых сил НАТО на территории стран Бенилюкса и выходу к границе с Францией. Из-за страха перед оккупацией и бомбардировками, Франция выходит из войны.
Не решаясь на ядерный удар, правительства США и Великобритании просят мира. Все американские войска выводятся из Европы. Британия не подверглась оккупации, однако поставлена в условия, когда СССР может политически и экономически контролировать её. По иронии судьбы, советский контроль начался с запрещения профсоюзного движения и прекращения социальной политики Европейского Сообщества. Страну контролирует совместная комиссия СССР и Великобритании. Королева осталась в стране, прочие члены королевской семьи отправлены в страны Содружества. Основные силы Королевских ВВС и ВМФ избежали советского контроля, перейдя в США и Австралию.
Глава не включена в издание «Макмиллан».

## Основные идеи и критика
Основная идея, которую Хекетт считал своей задачей донести до читателя заключаются в том, что НАТО слишком привыкло полагаться на ядерное оружие, практически не применимое в условиях реальной войны, в ущерб обычным силам. Также Хекетт обращает внимание на политический упадок НАТО, сложившийся, по его мнению, из-за чрезмерной власти профсоюзов в экономике.
Одной из основных идей заявляется изначальная нацеленность СССР на развязывание мировой войны. Описанный в книге конфликт, по мнению автора, является не просто результатом сложившейся в мире обстановки, а кульминацией всей политики, проводимой СССР с момента своего создания. Автор также считает катастрофической ошибкой политику США во время Второй Мировой войны, так как США в этот период действовали исходя из чисто военной необходимости и не учитывали политические реалии. В результате союзники распылили свои силы, а американцы, чтобы сберечь своих солдат, не стали брать Берлин и Прагу, таким образом, «подарив» СССР всю Восточную Европу, США фактически предопределили Третью Мировую войну.
Кристофер Леманн-Хаупт из «Нью-Йорк Таймс» назвал книгу «картонной», среди основных претензий называя следующее: все мятежи, выражения недовольства и дезертирства происходят исключительно в армиях СССР и его союзников. Хотя данные конфликты призваны показать, по Хекетту, противоречия советской системы, рецензент замечает, что автор переоценивает сплоченность и единство стран НАТО. Решение начать войну по Хекетту связано с тем, что для «старой гвардии» Политбюро СССР «уходило время» и «оставалось лишь несколько лет, в течение которых они смогут извлекать пользу из советской системы», однако та же самая «старая гвардия», находясь на пороге поражения, не решается на массированный ядерный удар по НАТО. Кроме того, в результате войны Хекетт «решает» большинство конфликтов в мире, от Ирландии до Палестины и Вьетнама, навязывая «идеальные» с западной точки зрения варианты, между тем, сохраняя режим апартеида в ЮАР (в чём повинна агрессивная политика «чёрных» стран).
Однако, так как Хекетт много общался с западными политическими и военными лидерами, Леманн заключает, что книга демонстрирует «высокий уровень стратегического мышления» и «сигнал Советскому Союзу, или даже предупреждение об образе мышления западных лидеров». Также рецензент назвал книгу «Захватывающей фантазией о мире без советской угрозы, в которой, например, есть место для польско-украинского территориального конфликта».

## Третья мировая война: Август 1985
«Третья Мировая война: Нерассказанная история» является дополнением к более раннему (1978 г.) роману Хекетта «Третья мировая война: Август 1985», добавляя новые сюжетные линии с учётом изменившихся геополитических реалий. Были добавлены линии, связанные с польскими партизанами, навеянные появлением профсоюза «Солидарность», китайско-вьетнамская война, основанная на реальном конфликте. Была добавлена тема использования противоспутникового оружия. В варианте 1978-го Египет выступал союзником СССР, а Иран — союзником США. Также были более подробно освящены вопросы советского военного планирования, а также добавлена одна из основных сюжетных линий с советским лейтенантом Андреем Некрасовым и другими советскими персонажами, рассказывающими о войне и распаде СССР.

## Интересные факты
- «Консультантами» автора по советской политике и советской армии выступали Владимир Буковский и Виктор Суворов (Владимир Резун).
- В главе 9 Некрасов, размышляя о том, почему в советской танковой роте 43 человека (39 танкистов и 4 обслуживающего персонала), а в американской — 92 (68 танкистов и 24 доп. персонала), приходит к выводу, что «лишние» люди — штрафники, задача которых — защищать танки от гранатомётчиков, и недоумевает, почему их держат в мирное время в армии, а не в тюрьмах. Очевидно, автор полагает, что для советской армии создание штрафных подразделений — штатный элемент мобилизации. Кроме того, в советской армии штрафные воинские подразделения не формировались из заключённых.
- Андрей Некрасов служит в 197-й мотострелковой дивизии 28-й армии Белорусского военного округа, однако такой дивизии не существовало вовсе — в состав 28А входили 6-я гв.танковая, 28-я и 76-я танковые и 50-я мотострелковая дивизии.
- Автор заявляет, что 28-я армия входила в состав ГСВГ, но дислоцировалась в Белоруссии. Однако, 28-я армия входила в состав именно Белорусского военного округа[2]
- Также автор заявляет, что в советской армии штатно существуют заградотряды КГБ, задача которых — расстреливать всех отступающих или даже недостаточно быстро идущих в атаку. Их существование автор объясняет исключительно наступательной доктриной советской армии — солдат нужно было гнать в атаку несмотря ни на что. Однако в реальности подобные (лишь подобные) подразделения были созданы в период тяжелейших оборонительных боёв в 1942, утратили роль в 1943, были окончательно расформированы в 1944, в связи с переходом советской армии к наступательным операциям.
- В советской армии в романе завышается роль заместителей командиров по политической части — например, они имеют право вмешиваться в планирование военных операций. В главе 11 описывается случай, когда замполит 51-й танковой дивизии 8-й гвардейской армии[прим. 2] подполковник Дробич приказал расстрелять командующего артиллерией дивизии за то, что тот хотел вывести РСЗО на правильные позиции — для этого нужно было отойти на пять километров в тыл, а командир дивизии генерал-майор Панкратов не решается ему перечить. В реальности, институт военных комиссаров, имеющих подобные полномочия, был расформирован 19 сентября 1942, отчасти именно из-за того, что вмешательство зачастую некомпетентных лиц в планирование военных операций приводило к поражениям. После этого заместитель командира по политической части отвечал лишь за воспитательную и пропагандистскую работу в своём подразделении.
- Одной из главных проблем советской армии Хекетт называет неспособность солдат из разных народов понимать друг друга — например, Некрасов едва не теряет из-за заградотряда часть своей роты, когда солдаты из Средней Азии, испугавшись артиллерийской подготовки, побежали, а он не мог скомандовать им «назад», так как они не говорили по-русски и знали только команду «Вперед».
- В Главе 11 Некрасов размышляет, зачем на некоторых машинах НАТО приметные красные кресты на белом фоне и недоумевает, когда пленный американский офицер говорит ему, что это санитарная техника.
- Автор заявляет о переходе третьей ударной армии на сторону НАТО следующее:

Нечто подобное произошло во время Второй Мировой войны со второй ударной армией, когда в мае 1942 её командующий, генерал-лейтенант Власов, приказал расстрелять всех чекистов и комиссаров армии, и начал бороться с войсками коммунистов

(англ. The same thing had happened in the Second World War with 2 Shock Army, when in May 1942 their Commander, Lieutenant General Vlasov, ordered the shooting of Chekists and political commissars, and began fighting against communist troops)
В реальности же, Власов был взят в плен после того, как две недели скрывался в районе, где была окружена 2-я ударная. Большая часть армии же погибла или прорвалась из окружения. В 1942—1944 годах РОА не существовала в качестве какого-либо конкретного воинского формирования, а в основном использовалась немецкими властями для пропаганды и привлечения добровольцев на службу. 1-я дивизия РОА была сформирована 23 ноября 1944 года, чуть позже были созданы другие соединения, а в начале 1945 года в состав РОА были включены иные коллаборационистские формирования.
- В Главе 13 «Война на море» Хекетт цитирует поддельное «Завещание Петра Великого» как реальный исторический документ.
- В главе 22 упоминается, что в крупных советских городах существовали целые районы «С великолепными отелями, ресторанами, магазинами, больницами и спортивными стадионами» предназначенными только для иностранцев, доступ советских граждан туда был строго воспрещён (англ. "…"paradise zones" had been built for foreigners in many parts of the main towns, with splendid hotels, restaurants, shops, hospitals, sports stadia… Ordinary citizens were strictly barred from access to them)

## Team Yankee
Роман, написанный американским писателем Гарольдом Койлом в 1987 году. Посвящён действиям американской танковой роты («группы») в условиях описанной Хекеттом войны.

## Издания
- 1982, Великобритания, «Sidgewick & Jackson», SBN 0-283-98863-0, 1982, твёрдый переплёт (Первое издание)
- 1982, США, «Макмиллан» (ISBN 0-02-547110-4), 1982, твёрдый переплёт
- 1983, USA, «Bantam Books» (ISBN 0-553-23637-7), 1983, мягкий переплёт
- 1983, USA, «New English Library», (ISBN 0-450-05591-4), 1983, твёрдый переплёт

### Другие романы о Третьей Мировой войне
- Красный шторм поднимается Тома Клэнси
- Красная армия (роман) Ральфа Питерса